# Psychotria rubripilis
Psychotria rubripilis är en måreväxtart som beskrevs av Karl Moritz Schumann. Psychotria rubripilis ingår i släktet Psychotria och familjen måreväxter. Inga underarter finns listade i Catalogue of Life.